# Eleições parlamentares europeias de 2004 no distrito do Porto
| Eleições parlamentares europeias de 2004 em Portugal Distritos: Aveiro \| Beja \| Braga \| Bragança \| Castelo Branco \| Coimbra \| Évora \| Faro \| Guarda \| Leiria \| Lisboa \| Portalegre \| Porto \| Santarém \| Setúbal \| Viana do Castelo \| Vila Real \| Viseu \| Açores \| Madeira \| Estrangeiro |

## Resultados por Concelho
Os resultados nos concelhos do Distrito do Porto foram os seguintes:

### Amarante
| Partido                 | Partido                                         | Votos  | %               | +/-  |
| ----------------------- | ----------------------------------------------- | ------ | --------------- | ---- |
|                         | Partido Socialista                              | 8 743  | 52,68 / 100,00  | 1,27 |
|                         | Força Portugal                                  | 5 767  | 34,75 / 100,00  | 5,36 |
|                         | Bloco de Esquerda                               | 509    | 3,07 / 100,00   | 2,02 |
|                         | Coligação Democrática Unitária                  | 501    | 3,02 / 100,00   | 0,50 |
|                         | Partido Comunista dos Trabalhadores Portugueses | 166    | 1,00 / 100,00   | 0,48 |
|                         | Outros                                          | 454    | 2,74 / 100,00   |      |
| Votos Inválidos         | Votos Inválidos                                 | 458    | 2,76 / 100,00   | 0,49 |
| Total                   | Total                                           | 16 598 | 100,00 / 100,00 |      |
| Eleitorado/Participação | Eleitorado/Participação                         | 48 478 | 34,24 / 100,00  | 3,04 |

### Baião
| Partido                 | Partido                        | Votos  | %               | +/-  |
| ----------------------- | ------------------------------ | ------ | --------------- | ---- |
|                         | Partido Socialista             | 3 610  | 62,40 / 100,00  | 5,54 |
|                         | Força Portugal                 | 1 642  | 28,38 / 100,00  | 7,19 |
|                         | Coligação Democrática Unitária | 140    | 2,42 / 100,00   | 0,65 |
|                         | Bloco de Esquerda              | 59     | 1,02 / 100,00   | 0,56 |
|                         | Outros                         | 185    | 3,20 / 100,00   |      |
| Votos Inválidos         | Votos Inválidos                | 149    | 2,57 / 100,00   | 0,24 |
| Total                   | Total                          | 5 785  | 100,00 / 100,00 |      |
| Eleitorado/Participação | Eleitorado/Participação        | 18 570 | 31,15 / 100,00  | 1,30 |

### Felgueiras
| Partido                 | Partido                        | Votos  | %               | +/-  |
| ----------------------- | ------------------------------ | ------ | --------------- | ---- |
|                         | Partido Socialista             | 8 289  | 52,68 / 100,00  | 0,04 |
|                         | Força Portugal                 | 5 479  | 34,82 / 100,00  | 5,33 |
|                         | Coligação Democrática Unitária | 561    | 3,57 / 100,00   | 0,11 |
|                         | Bloco de Esquerda              | 342    | 2,17 / 100,00   | 1,82 |
|                         | Partido da Nova Democracia     | 172    | 1,09 / 100,00   | Novo |
|                         | Outros                         | 503    | 3,20 / 100,00   |      |
| Votos Inválidos         | Votos Inválidos                | 388    | 2,46 / 100,00   | 0,79 |
| Total                   | Total                          | 15 734 | 100,00 / 100,00 |      |
| Eleitorado/Participação | Eleitorado/Participação        | 44 514 | 35,35 / 100,00  | 4,12 |

### Gondomar
| Partido                 | Partido                                         | Votos   | %               | +/-  |
| ----------------------- | ----------------------------------------------- | ------- | --------------- | ---- |
|                         | Partido Socialista                              | 26 718  | 48,75 / 100,00  | 2,43 |
|                         | Força Portugal                                  | 15 355  | 28,02 / 100,00  | 8,64 |
|                         | Coligação Democrática Unitária                  | 5 300   | 9,67 / 100,00   | 0,93 |
|                         | Bloco de Esquerda                               | 2 839   | 5,18 / 100,00   | 3,75 |
|                         | Partido da Nova Democracia                      | 581     | 1,06 / 100,00   | Novo |
|                         | Partido Comunista dos Trabalhadores Portugueses | 565     | 1,03 / 100,00   | 0,17 |
|                         | Outros                                          | 969     | 1,76 / 100,00   |      |
| Votos Inválidos         | Votos Inválidos                                 | 2 475   | 4,51 / 100,00   | 1,36 |
| Total                   | Total                                           | 54 802  | 100,00 / 100,00 |      |
| Eleitorado/Participação | Eleitorado/Participação                         | 131 518 | 41,67 / 100,00  | 1,47 |

### Lousada
| Partido                 | Partido                        | Votos  | %               | +/-  |
| ----------------------- | ------------------------------ | ------ | --------------- | ---- |
|                         | Partido Socialista             | 5 861  | 54,14 / 100,00  | 1,28 |
|                         | Força Portugal                 | 3 664  | 33,84 / 100,00  | 6,07 |
|                         | Coligação Democrática Unitária | 402    | 3,71 / 100,00   | 0,04 |
|                         | Bloco de Esquerda              | 217    | 2,00 / 100,00   | 1,71 |
|                         | Outros                         | 413    | 3,81 / 100,00   |      |
| Votos Inválidos         | Votos Inválidos                | 269    | 2,48 / 100,00   | 0,64 |
| Total                   | Total                          | 10 826 | 100,00 / 100,00 |      |
| Eleitorado/Participação | Eleitorado/Participação        | 32 062 | 33,77 / 100,00  | 3,24 |

### Maia
| Partido                 | Partido                        | Votos  | %               | +/-  |
| ----------------------- | ------------------------------ | ------ | --------------- | ---- |
|                         | Partido Socialista             | 20 497 | 47,83 / 100,00  | 0,35 |
|                         | Força Portugal                 | 13 584 | 31,70 / 100,00  | 6,58 |
|                         | Coligação Democrática Unitária | 2 609  | 6,09 / 100,00   | 1,42 |
|                         | Bloco de Esquerda              | 2 386  | 5,57 / 100,00   | 3,99 |
|                         | Partido da Nova Democracia     | 586    | 1,37 / 100,00   | Novo |
|                         | Outros                         | 1 241  | 2,90 / 100,00   |      |
| Votos Inválidos         | Votos Inválidos                | 1 953  | 4,56 / 100,00   | 1,29 |
| Total                   | Total                          | 42 856 | 100,00 / 100,00 |      |
| Eleitorado/Participação | Eleitorado/Participação        | 94 303 | 45,45 / 100,00  | 0,05 |

### Marco de Canaveses
| Partido                 | Partido                        | Votos  | %               | +/-  |
| ----------------------- | ------------------------------ | ------ | --------------- | ---- |
|                         | Partido Socialista             | 6 103  | 48,81 / 100,00  | 0,24 |
|                         | Força Portugal                 | 4 783  | 38,25 / 100,00  | 4,79 |
|                         | Coligação Democrática Unitária | 374    | 2,99 / 100,00   | 0,90 |
|                         | Bloco de Esquerda              | 267    | 2,14 / 100,00   | 1,72 |
|                         | Movimento pelo Doente          | 204    | 1,63 / 100,00   | Novo |
|                         | Outros                         | 419    | 3,36 / 100,00   |      |
| Votos Inválidos         | Votos Inválidos                | 354    | 2,83 / 100,00   | 0,46 |
| Total                   | Total                          | 12 504 | 100,00 / 100,00 |      |
| Eleitorado/Participação | Eleitorado/Participação        | 40 022 | 31,24 / 100,00  | 1,54 |

### Matosinhos
| Partido                 | Partido                        | Votos   | %               | +/-  |
| ----------------------- | ------------------------------ | ------- | --------------- | ---- |
|                         | Partido Socialista             | 33 340  | 53,56 / 100,00  | 0,99 |
|                         | Força Portugal                 | 16 445  | 26,42 / 100,00  | 5,16 |
|                         | Coligação Democrática Unitária | 4 355   | 7,00 / 100,00   | 2,46 |
|                         | Bloco de Esquerda              | 3 862   | 6,20 / 100,00   | 4,24 |
|                         | Partido da Nova Democracia     | 642     | 1,03 / 100,00   | Novo |
|                         | Outros                         | 1 449   | 2,33 / 100,00   |      |
| Votos Inválidos         | Votos Inválidos                | 2 158   | 3,47 / 100,00   | 0,54 |
| Total                   | Total                          | 62 251  | 100,00 / 100,00 |      |
| Eleitorado/Participação | Eleitorado/Participação        | 133 580 | 46,60 / 100,00  | 2,47 |

### Paços de Ferreira
| Partido                 | Partido                        | Votos  | %               | +/-  |
| ----------------------- | ------------------------------ | ------ | --------------- | ---- |
|                         | Força Portugal                 | 6 264  | 48,27 / 100,00  | 3,36 |
|                         | Partido Socialista             | 5 111  | 39,38 / 100,00  | 1,98 |
|                         | Coligação Democrática Unitária | 438    | 3,37 / 100,00   | 0,14 |
|                         | Bloco de Esquerda              | 231    | 1,78 / 100,00   | 1,34 |
|                         | Partido da Nova Democracia     | 145    | 1,12 / 100,00   | Novo |
|                         | Outros                         | 348    | 2,68 / 100,00   |      |
| Votos Inválidos         | Votos Inválidos                | 441    | 3,40 / 100,00   | 1,75 |
| Total                   | Total                          | 12 978 | 100,00 / 100,00 |      |
| Eleitorado/Participação | Eleitorado/Participação        | 39 420 | 32,92 / 100,00  | 4,84 |

### Paredes
| Partido                 | Partido                        | Votos  | %               | +/-  |
| ----------------------- | ------------------------------ | ------ | --------------- | ---- |
|                         | Força Portugal                 | 10 332 | 43,69 / 100,00  | 7,95 |
|                         | Partido Socialista             | 9 757  | 41,26 / 100,00  | 1,12 |
|                         | Coligação Democrática Unitária | 948    | 4,01 / 100,00   | 0,51 |
|                         | Bloco de Esquerda              | 489    | 2,07 / 100,00   | 1,56 |
|                         | Partido da Nova Democracia     | 306    | 1,29 / 100,00   | Novo |
|                         | Outros                         | 783    | 3,31 / 100,00   |      |
| Votos Inválidos         | Votos Inválidos                | 1 031  | 4,36 / 100,00   | 1,57 |
| Total                   | Total                          | 23 646 | 100,00 / 100,00 |      |
| Eleitorado/Participação | Eleitorado/Participação        | 63 701 | 37,12 / 100,00  | 0,42 |

### Penafiel
| Partido                 | Partido                        | Votos  | %               | +/-  |
| ----------------------- | ------------------------------ | ------ | --------------- | ---- |
|                         | Partido Socialista             | 11 156 | 51,16 / 100,00  | 0,66 |
|                         | Força Portugal                 | 7 626  | 34,97 / 100,00  | 5,31 |
|                         | Coligação Democrática Unitária | 931    | 4,27 / 100,00   | 0,30 |
|                         | Bloco de Esquerda              | 487    | 2,23 / 100,00   | 1,65 |
|                         | Partido da Nova Democracia     | 223    | 1,02 / 100,00   | Novo |
|                         | Outros                         | 667    | 3,04 / 100,00   |      |
| Votos Inválidos         | Votos Inválidos                | 717    | 3,29 / 100,00   | 0,95 |
| Total                   | Total                          | 21 807 | 100,00 / 100,00 |      |
| Eleitorado/Participação | Eleitorado/Participação        | 55 518 | 39,28 / 100,00  | 1,28 |

### Porto
| Partido                 | Partido                        | Votos   | %               | +/-  |
| ----------------------- | ------------------------------ | ------- | --------------- | ---- |
|                         | Partido Socialista             | 47 344  | 43,87 / 100,00  | 1,66 |
|                         | Força Portugal                 | 37 126  | 34,40 / 100,00  | 5,03 |
|                         | Coligação Democrática Unitária | 8 872   | 8,22 / 100,00   | 2,91 |
|                         | Bloco de Esquerda              | 7 450   | 6,90 / 100,00   | 4,08 |
|                         | Partido da Nova Democracia     | 1 295   | 1,20 / 100,00   | Novo |
|                         | Outros                         | 2 243   | 2,07 / 100,00   |      |
| Votos Inválidos         | Votos Inválidos                | 3 594   | 3,33 / 100,00   | 0,59 |
| Total                   | Total                          | 107 924 | 100,00 / 100,00 |      |
| Eleitorado/Participação | Eleitorado/Participação        | 237 359 | 45,47 / 100,00  | 2,44 |

### Póvoa de Varzim
| Partido                 | Partido                        | Votos  | %               | +/-  |
| ----------------------- | ------------------------------ | ------ | --------------- | ---- |
|                         | Força Portugal                 | 8 869  | 47,68 / 100,00  | 7,33 |
|                         | Partido Socialista             | 6 759  | 36,34 / 100,00  | 0,48 |
|                         | Coligação Democrática Unitária | 744    | 4,00 / 100,00   | 0,49 |
|                         | Bloco de Esquerda              | 739    | 3,97 / 100,00   | 2,90 |
|                         | Partido da Nova Democracia     | 316    | 1,70 / 100,00   | Novo |
|                         | Outros                         | 523    | 2,82 / 100,00   |      |
| Votos Inválidos         | Votos Inválidos                | 650    | 3,49 / 100,00   | 1,24 |
| Total                   | Total                          | 18 600 | 100,00 / 100,00 |      |
| Eleitorado/Participação | Eleitorado/Participação        | 51 466 | 36,14 / 100,00  | 1,94 |

### Santo Tirso
| Partido                 | Partido                        | Votos  | %               | +/-  |
| ----------------------- | ------------------------------ | ------ | --------------- | ---- |
|                         | Partido Socialista             | 13 359 | 54,43 / 100,00  | 1,01 |
|                         | Força Portugal                 | 7 690  | 31,33 / 100,00  | 4,93 |
|                         | Coligação Democrática Unitária | 1 195  | 4,87 / 100,00   | 0,53 |
|                         | Bloco de Esquerda              | 711    | 2,90 / 100,00   | 2,15 |
|                         | Partido da Nova Democracia     | 255    | 1,04 / 100,00   | Novo |
|                         | Outros                         | 638    | 2,60 / 100,00   |      |
| Votos Inválidos         | Votos Inválidos                | 694    | 2,83 / 100,00   | 0,60 |
| Total                   | Total                          | 24 542 | 100,00 / 100,00 |      |
| Eleitorado/Participação | Eleitorado/Participação        | 60 264 | 40,72 / 100,00  | 0,63 |

### Trofa
| Partido                 | Partido                        | Votos  | %               | +/-  |
| ----------------------- | ------------------------------ | ------ | --------------- | ---- |
|                         | Partido Socialista             | 5 431  | 43,96 / 100,00  | 2,51 |
|                         | Força Portugal                 | 4 984  | 40,34 / 100,00  | 9,55 |
|                         | Coligação Democrática Unitária | 524    | 4,24 / 100,00   | 0,02 |
|                         | Bloco de Esquerda              | 382    | 3,09 / 100,00   | 2,46 |
|                         | Partido da Nova Democracia     | 170    | 1,38 / 100,00   | Novo |
|                         | Outros                         | 330    | 2,67 / 100,00   |      |
| Votos Inválidos         | Votos Inválidos                | 533    | 4,31 / 100,00   | 1,79 |
| Total                   | Total                          | 12 354 | 100,00 / 100,00 |      |
| Eleitorado/Participação | Eleitorado/Participação        | 30 060 | 41,10 / 100,00  | 3,15 |

### Valongo
| Partido                 | Partido                                         | Votos  | %               | +/-  |
| ----------------------- | ----------------------------------------------- | ------ | --------------- | ---- |
|                         | Partido Socialista                              | 14 646 | 50,56 / 100,00  | 1,87 |
|                         | Força Portugal                                  | 8 317  | 28,71 / 100,00  | 8,18 |
|                         | Coligação Democrática Unitária                  | 2 165  | 7,47 / 100,00   | 1,00 |
|                         | Bloco de Esquerda                               | 1 399  | 4,83 / 100,00   | 3,40 |
|                         | Partido da Nova Democracia                      | 343    | 1,18 / 100,00   | Novo |
|                         | Partido Comunista dos Trabalhadores Portugueses | 320    | 1,10 / 100,00   | 0,36 |
|                         | Outros                                          | 497    | 1,73 / 100,00   |      |
| Votos Inválidos         | Votos Inválidos                                 | 1 282  | 4,43 / 100,00   | 1,54 |
| Total                   | Total                                           | 28 969 | 100,00 / 100,00 |      |
| Eleitorado/Participação | Eleitorado/Participação                         | 69 210 | 41,86 / 100,00  | 0,11 |

### Vila do Conde
| Partido                 | Partido                        | Votos  | %               | +/-  |
| ----------------------- | ------------------------------ | ------ | --------------- | ---- |
|                         | Partido Socialista             | 13 230 | 51,35 / 100,00  | 0,56 |
|                         | Força Portugal                 | 8 641  | 33,54 / 100,00  | 4,52 |
|                         | Coligação Democrática Unitária | 1 195  | 4,64 / 100,00   | 0,53 |
|                         | Bloco de Esquerda              | 909    | 3,53 / 100,00   | 2,64 |
|                         | Partido da Nova Democracia     | 282    | 1,09 / 100,00   | Novo |
|                         | Outros                         | 683    | 2,64 / 100,00   |      |
| Votos Inválidos         | Votos Inválidos                | 822    | 3,19 / 100,00   | 0,72 |
| Total                   | Total                          | 25 762 | 100,00 / 100,00 |      |
| Eleitorado/Participação | Eleitorado/Participação        | 59 639 | 43,20 / 100,00  | 2,05 |

### Vila Nova de Gaia
| Partido                 | Partido                        | Votos   | %               | +/-  |
| ----------------------- | ------------------------------ | ------- | --------------- | ---- |
|                         | Partido Socialista             | 50 567  | 49,76 / 100,00  | 1,72 |
|                         | Força Portugal                 | 30 043  | 29,57 / 100,00  | 7,25 |
|                         | Coligação Democrática Unitária | 7 597   | 7,48 / 100,00   | 1,57 |
|                         | Bloco de Esquerda              | 5 475   | 5,39 / 100,00   | 3,87 |
|                         | Partido da Nova Democracia     | 1 025   | 1,01 / 100,00   | Novo |
|                         | Outros                         | 2 866   | 2,81 / 100,00   |      |
| Votos Inválidos         | Votos Inválidos                | 4 043   | 3,98 / 100,00   | 1,08 |
| Total                   | Total                          | 101 616 | 100,00 / 100,00 |      |
| Eleitorado/Participação | Eleitorado/Participação        | 230 349 | 44,11 / 100,00  | 0,36 |